# Cristhian Cuero
Cristhian Cuero (n. Quinindé, Esmeraldas, Ecuador; 22 de diciembre de 1989) es un futbolista ecuatoriano. Juega de delantero y su equipo actual es Técnico Universitario de la Serie A de Ecuador.

## Trayectoria
Cuero se inició en el Brasilia de su natal Quinindé, fue en este club en el que debutó en el 2006, posteriormente en la temporada 2007 firmó por el Macará, en el 2010 fue adquirido por el eterno rival del club celeste, el Técnico Universitario, al siguiente año jugó para el Club Deportivo Caribe Junior y en el 2012 se unió a las filas del Imbabura Sporting Club, para luego pasar a la Universidad Católica, siendo un jugador medianamente destacado, en el 2014 es transferido al Mushuc Runa Sporting Club y al siguiente año por Sociedad Deportivo Quito, tras el descenso del equipo chulla en el 2015, ficha por Fuerza Amarilla para la siguiente temporada. Para el año 2019 es fichado por el Manta Fútbol Club, equipo que disputó esa temporada la LigaPro Banco Pichincha Pymes.
Tras ser goleador en el equipo mantense, en julio de 2022 ficha por Técnico Universitario de Ambato, equipo de Serie A, siendo su segundo ciclo en el rodillo rojo.

## Estadísticas

### Clubes
Actualizado al último partido disputado el 27 de mayo de 2023.
| Club                            | Div.          | Temporada     | Liga  | Liga  | Copas nacionales | Copas nacionales | Copas internacionales | Copas internacionales | Total | Total |
| Club                            | Div.          | Temporada     | Part. | Goles | Part.            | Goles            | Part.                 | Goles                 | Part. | Goles |
| ------------------------------- | ------------- | ------------- | ----- | ----- | ---------------- | ---------------- | --------------------- | --------------------- | ----- | ----- |
| Brasilia · Ecuador              | 3.ª           | 2006          | 10    | 1     | Inexistentes     | Inexistentes     | Inexistentes          | Inexistentes          | 10    | 1     |
| Brasilia · Ecuador              | 2.ª           | 2007          | 15    | 2     | Inexistentes     | Inexistentes     | Inexistentes          | Inexistentes          | 15    | 2     |
| Brasilia · Ecuador              | Total club    | Total club    | 25    | 3     | 0                | 0                | 0                     | 0                     | 25    | 3     |
| Macará · Ecuador                | 1.ª           | 2007          | 13    | 2     | Inexistentes     | Inexistentes     | Inexistentes          | Inexistentes          | 13    | 2     |
| Macará · Ecuador                | 1.ª           | 2008          | 9     | 1     | Inexistentes     | Inexistentes     | Inexistentes          | Inexistentes          | 9     | 1     |
| Macará · Ecuador                | 1.ª           | 2009          | 13    | 0     | Inexistentes     | Inexistentes     | Inexistentes          | Inexistentes          | 13    | 0     |
| Macará · Ecuador                | Total club    | Total club    | 35    | 3     | 0                | 0                | 0                     | 0                     | 35    | 3     |
| Técnico Universitario · Ecuador | 2.ª           | 2010          | 26    | 1     | Inexistentes     | Inexistentes     | Inexistentes          | Inexistentes          | 26    | 1     |
| Caribe Junior · Ecuador         | 3.ª           | 2011          | 17    | 13    | Inexistentes     | Inexistentes     | Inexistentes          | Inexistentes          | 17    | 13    |
| Caribe Junior · Ecuador         | Total club    | Total club    | 17    | 13    | 0                | 0                | 0                     | 0                     | 17    | 13    |
| Imbabura S. C. · Ecuador        | 2.ª           | 2012          | 33    | 12    | Inexistentes     | Inexistentes     | Inexistentes          | Inexistentes          | 33    | 12    |
| Imbabura S. C. · Ecuador        | Total club    | Total club    | 33    | 12    | 0                | 0                | 0                     | 0                     | 33    | 12    |
| Universidad Católica · Ecuador  | 1.ª           | 2013          | 13    | 0     | Inexistentes     | Inexistentes     | 0                     | 0                     | 13    | 0     |
| Universidad Católica · Ecuador  | Total club    | Total club    | 13    | 0     | 0                | 0                | 0                     | 0                     | 13    | 0     |
| Mushuc Runa · Ecuador           | 1.ª           | 2014          | 30    | 1     | Inexistentes     | Inexistentes     | Inexistentes          | Inexistentes          | 30    | 1     |
| Mushuc Runa · Ecuador           | Total club    | Total club    | 30    | 1     | 0                | 0                | 0                     | 0                     | 30    | 1     |
| Deportivo Quito · Ecuador       | 1.ª           | 2015          | 18    | 3     | Inexistentes     | Inexistentes     | Inexistentes          | Inexistentes          | 18    | 3     |
| Deportivo Quito · Ecuador       | Total club    | Total club    | 18    | 3     | 0                | 0                | 0                     | 0                     | 18    | 3     |
| Fuerza Amarilla · Ecuador       | 1.ª           | 2016          | 28    | 5     | Inexistentes     | Inexistentes     | Inexistentes          | Inexistentes          | 28    | 5     |
| Fuerza Amarilla · Ecuador       | 1.ª           | 2017          | 30    | 4     | Inexistentes     | Inexistentes     | 3                     | 0                     | 33    | 4     |
| Fuerza Amarilla · Ecuador       | 2.ª           | 2018          | 39    | 7     | Inexistentes     | Inexistentes     | Inexistentes          | Inexistentes          | 39    | 7     |
| Fuerza Amarilla · Ecuador       | Total club    | Total club    | 97    | 16    | 0                | 0                | 3                     | 0                     | 100   | 16    |
| Manta F. C. · Ecuador           | 2.ª           | 2019          | 34    | 13    | 2                | 0                | Inexistentes          | Inexistentes          | 36    | 13    |
| Manta F. C. · Ecuador           | 2.ª           | 2020          | 8     | 0     | —                | —                | Inexistentes          | Inexistentes          | 8     | 0     |
| Manta F. C. · Ecuador           | 1.ª           | 2021          | 24    | 3     | —                | —                | Inexistentes          | Inexistentes          | 24    | 3     |
| Manta F. C. · Ecuador           | 2.ª           | 2022          | 10    | 2     | 1                | 0                | Inexistentes          | Inexistentes          | 11    | 2     |
| Manta F. C. · Ecuador           | Total club    | Total club    | 76    | 18    | 3                | 0                | 0                     | 0                     | 79    | 18    |
| Técnico Universitario · Ecuador | 1.ª           | 2022          | 11    | 1     | —                | —                | Inexistentes          | Inexistentes          | 11    | 1     |
| Técnico Universitario · Ecuador | 1.ª           | 2023          | 8     | 1     | 0                | 0                | Inexistentes          | Inexistentes          | 8     | 1     |
| Técnico Universitario · Ecuador | Total club    | Total club    | 45    | 3     | 0                | 0                | 0                     | 0                     | 45    | 3     |
| Total carrera                   | Total carrera | Total carrera | 389   | 72    | 3                | 0                | 3                     | 0                     | 395   | 72    |
| 1. 2.                           |               |               |       |       |                  |                  |                       |                       |       |       |

## Palmarés

### Campeonatos nacionales
| Título            | Club     | País    | Año  |
| ----------------- | -------- | ------- | ---- |
| Segunda Categoría | Brasilia | Ecuador | 2006 |